# Psicologia do desenvolvimento

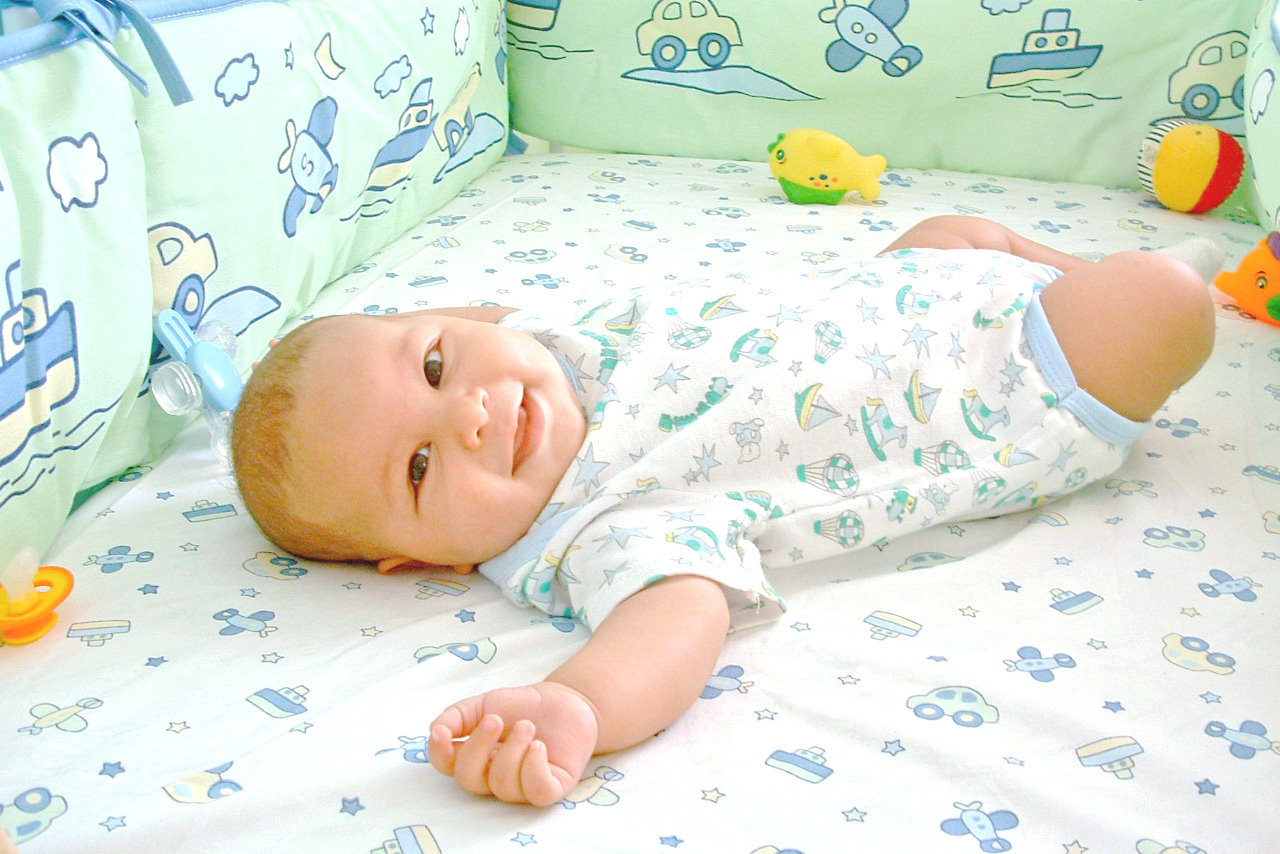
Métodos especiais são usados no estudo psicológico de bebês.

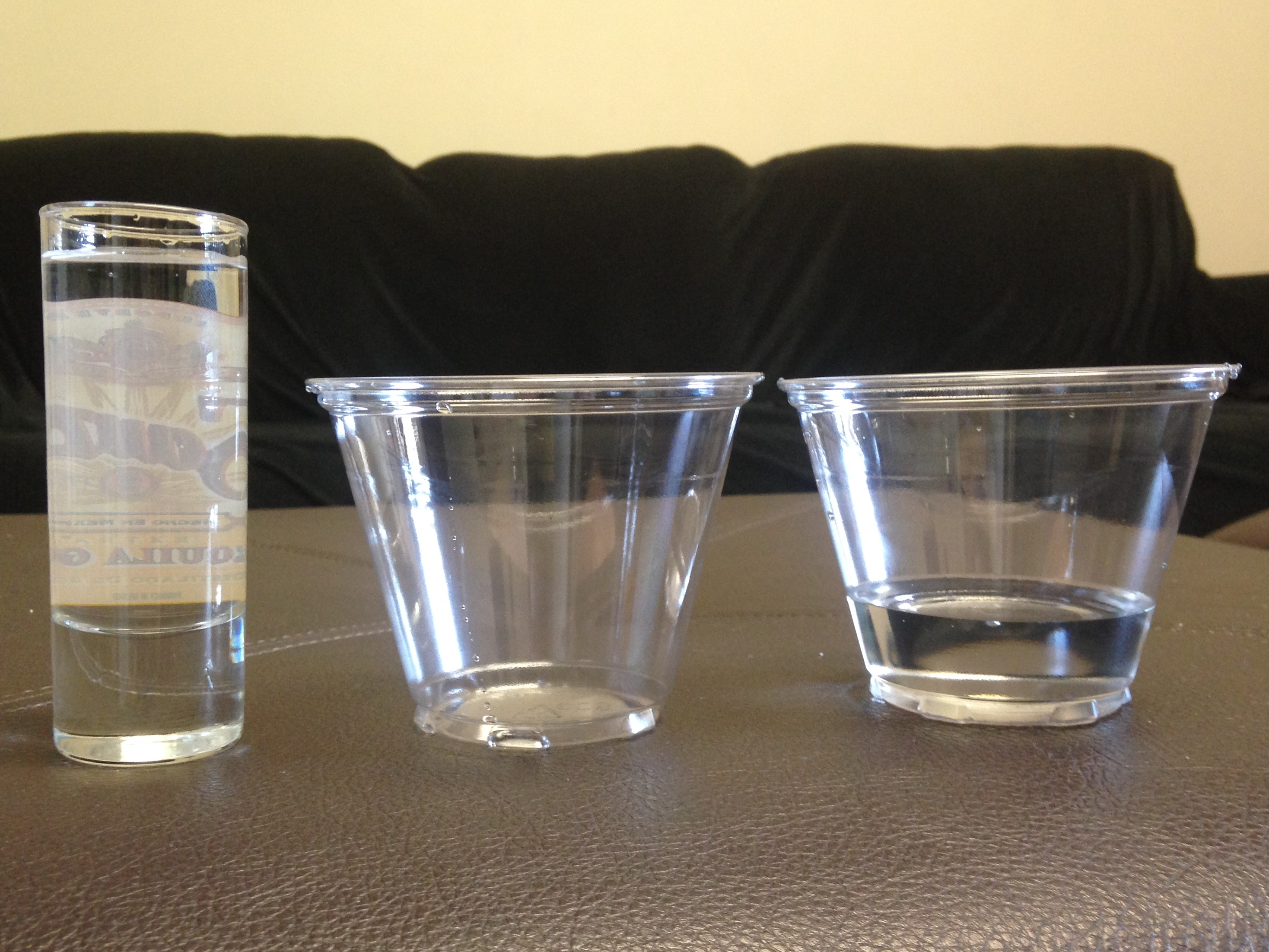
Teste de Conservação de Piaget. Um dos muitos experimentos usados para crianças.

A psicologia do desenvolvimento é o estudo científico de como e por que os seres humanos mudam ao longo da vida. Preocupado originalmente com bebês e crianças, o campo se expandiu para incluir a adolescência, o desenvolvimento adulto, o envelhecimento e toda a vida. Os psicólogos do desenvolvimento visam explicar como o pensamento, o sentimento e os comportamentos mudam ao longo da vida. Este campo examina a mudança em três dimensões principais: desenvolvimento físico, desenvolvimento cognitivo e desenvolvimento social e emocional . Dentro dessas três dimensões está uma ampla gama de tópicos, incluindo habilidades motoras, funções executivas, compreensão moral, aquisição de linguagem, mudança social, personalidade, desenvolvimento emocional, autoconceito e formação de identidade.
A psicologia do desenvolvimento examina as influências da natureza e da criação no processo de desenvolvimento humano e nos processos de mudança no contexto ao longo do tempo. Muitos pesquisadores estão interessados nas interações entre as características pessoais, o comportamento do indivíduo e os fatores ambientais, incluindo o contexto social e o ambiente construído. Os debates em curso em relação à psicologia do desenvolvimento incluem essencialismo biológico versus neuroplasticidade e estágios de desenvolvimento versus sistemas dinâmicos de desenvolvimento.
A psicologia do desenvolvimento envolve uma variedade de campos, como psicologia educacional, psicopatologia infantil, psicologia forense do desenvolvimento, desenvolvimento infantil, psicologia cognitiva, psicologia ecológica e psicologia cultural . Psicólogos influentes do desenvolvimento do século XX incluem Urie Bronfenbrenner, Erik Erikson, Sigmund Freud, Jean Piaget, Barbara Rogoff, Esther Thelen e Lev Vygotsky.

## Antecedentes históricos
Jean-Jacques Rousseau e John B. Watson são tipicamente citados como os fundadores da moderna psicologia do desenvolvimento. Em meados do século XVIII Jean-Jacques Rousseau descreveu três estágios de desenvolvimento: bebês (infância), puer (infância) e adolescência em Emile: Or, On Education . As ideias de Rousseau foram adotadas fortemente pelos educadores da época.
A psicologia do desenvolvimento geralmente se concentra em como e por que certas mudanças (cognitivas, sociais, intelectuais, de personalidade) no curso da vida humana ocorrem ao longo do tempo. Existem muitos teóricos que deram uma contribuição profunda a essa área da psicologia. Um deles, Erik Erikson, desenvolveu um modelo de oito estágios de desenvolvimento psicológico. Ele acreditava que os humanos se desenvolveram em estágios ao longo de suas vidas e que isso afetaria seus comportamentos.
No final do século XIX, psicólogos familiarizados com a teoria evolucionária de Darwin começaram a buscar uma descrição evolucionária do desenvolvimento psicológico ; proeminente aqui foi o psicólogo pioneiro G. Stanley Hall,  que tentou correlacionar idades da infância com idades anteriores da humanidade . James Mark Baldwin, que escreveu ensaios sobre tópicos que incluíam Imitação: Um Capítulo na História Natural da Consciência e Desenvolvimento Mental na Criança e na Raça: Métodos e Processos, estava fortemente envolvido na teoria da psicologia do desenvolvimento.  Sigmund Freud, cujos conceitos eram desenvolvimentistas, afetou significativamente as percepções do público.

## Teorias

### Desenvolvimento psicossexual
Sigmund Freud acreditava que todos nós tínhamos um nível consciente, pré-consciente e inconsciente. No consciente, estamos cientes de nosso processo mental. O pré-consciente envolve informações que, embora não estejam atualmente em nossos pensamentos, podem ser trazidas à consciência. Por último, o inconsciente inclui processos mentais dos quais não temos conhecimento.
Ele acreditava que havia tensão entre o consciente e o inconsciente porque o consciente tenta conter o que o inconsciente tenta expressar. Para explicar isso, ele desenvolveu três estruturas de personalidade: o id, o ego e o superego. O id, o mais primitivo dos três, funciona segundo o princípio do prazer: busca o prazer e evita a dor. O superego desempenha o papel crítico e moralizador; e o ego é a parte organizada e realista que faz a mediação entre os desejos do id e do superego.
Com base nisso, ele propôs cinco estágios universais de desenvolvimento, cada um caracterizado pela zona erógena que é a fonte da energia psicossexual da criança. A primeira é a fase oral, que ocorre do nascimento aos 12 meses de idade. Durante a fase oral, "a libido está centrada na boca do bebê". O bebê é capaz de sugar. A segunda é a fase anal, de um a três anos de idade. Durante o estágio anal, a criança defeca pelo ânus e muitas vezes fica fascinada com sua defecação. O terceiro é o estágio fálico, que ocorre dos três aos cinco anos de idade (a maior parte da personalidade de uma pessoa se forma nessa idade). Durante o estágio fálico, a criança está ciente de seus órgãos sexuais. O quarto é o estágio de latência, que ocorre dos cinco anos de idade até a puberdade. Durante o estágio de latência, os interesses sexuais da criança são reprimidos. O estágio cinco é o estágio genital, que ocorre da puberdade até a idade adulta. Durante a fase genital, a puberdade começa a acontecer.

### Teorias do desenvolvimento cognitivo
Jean Piaget, um teórico suíço, postulou que as crianças aprendem construindo ativamente o conhecimento por meio da experiência prática. Ele sugeriu que o papel do adulto em ajudar a criança a aprender era fornecer materiais apropriados com os quais a criança pudesse interagir e usar para construir. Ele usou o questionamento socrático para fazer as crianças refletirem sobre o que estavam fazendo e tentou fazê-las ver contradições em suas explicações.
Piaget acreditava que o desenvolvimento intelectual ocorre por meio de uma série de estágios, que ele descreveu em sua teoria do desenvolvimento cognitivo. Cada estágio consiste em etapas que a criança deve dominar antes de passar para a próxima etapa. Ele acreditava que esses estágios não são separados uns dos outros, mas sim que cada estágio se constrói sobre o anterior em um processo de aprendizado contínuo. Ele propôs quatro estágios: sensório - motor, pré-operacional, operacional concreto e operacional formal . Embora ele não acreditasse que esses estágios ocorressem em qualquer idade, muitos estudos determinaram quando essas habilidades cognitivas deveriam ocorrer.

### Estágios de desenvolvimento moral
Piaget afirmou que a lógica e a moralidade se desenvolvem por meio de estágios construtivos. Expandindo o trabalho de Piaget, Lawrence Kohlberg determinou que o processo de desenvolvimento moral estava principalmente preocupado com a justiça e que continuou durante toda a vida do indivíduo.
Ele sugeriu três níveis de raciocínio moral; raciocínio moral pré-convencional, raciocínio moral convencional e raciocínio moral pós-convencional. O raciocínio moral pré-convencional é típico das crianças e é caracterizado por um raciocínio baseado em recompensas e punições associadas a diferentes cursos de ação. A razão moral convencional ocorre durante o final da infância e início da adolescência e é caracterizada por raciocínios baseados em regras e convenções da sociedade. Por último, o raciocínio moral pós-convencional é um estágio durante o qual o indivíduo vê as regras e convenções da sociedade como relativas e subjetivas, ao invés de autoritativas.
Kohlberg usou o Dilema de Heinz para aplicar a seus estágios de desenvolvimento moral. O Dilema de Heinz envolve a esposa de Heinz morrendo de câncer e Heinz tendo o dilema de salvar sua esposa roubando um medicamento. A moralidade pré-convencional, a moralidade convencional e a moralidade pós-convencional se aplicam à situação de Heinz.

### Estágios de desenvolvimento psicossocial
O psicólogo germano-americano Erik Erikson e sua colaboradora e esposa, Joan Erikson, conceitualizaram oito estágios de desenvolvimento psicossocial pelos quais teorizaram que os indivíduos saudáveis passam à medida que se desenvolvem da infância à idade adulta. Em cada estágio, a pessoa deve resolver um desafio ou dilema existencial. A resolução bem-sucedida do dilema resulta no enraizamento de uma virtude positiva na pessoa, mas o fracasso em resolver o desafio fundamental desse estágio reforça as percepções negativas da pessoa ou do mundo ao seu redor e o desenvolvimento pessoal da pessoa é incapaz de progredir. A primeira etapa, "Confiança vs. A desconfiança ", ocorre na infância. A virtude positiva para o primeiro estágio é a esperança, no bebê aprendendo em quem confiar e tendo esperança de que um grupo de pessoas que o apóie esteja ao seu lado. O segundo estágio é "Autonomia vs. Vergonha e Dúvida "com a virtude positiva sendo vontade. Isso ocorre na primeira infância, quando a criança aprende a se tornar mais independente, descobrindo do que é capaz, ao passo que, se a criança for excessivamente controlada, os sentimentos de inadequação são reforçados, o que pode levar à baixa autoestima e à dúvida. O terceiro estágio é "Iniciativa vs. Culpa". A virtude a ser conquistada é um senso de propósito. Isso ocorre principalmente por meio de jogo. Esta é a fase em que a criança ficará curiosa e terá muitas interações com outras crianças. Eles farão muitas perguntas à medida que sua curiosidade aumentar. Se houver culpa demais, a criança pode ter uma interação mais lenta e difícil com seu mundo e outras crianças nele. A quarta etapa é "Indústria (competência) vs. Inferioridade". A virtude desse estágio é a competência e é o resultado das primeiras experiências da criança na escola. Este estágio é quando a criança tenta ganhar a aprovação dos outros e entender o valor de suas realizações. O quinto estágio é "Identidade vs. Confusão de funções". A virtude conquistada é a fidelidade e isso se dá na adolescência. É quando a criança idealmente começa a identificar seu lugar na sociedade, principalmente em termos de seu papel de gênero. O sexto estágio é "Intimidade vs. Isolamento ", que acontece nos jovens e a virtude adquirida é o amor. É quando a pessoa passa a compartilhar sua vida com outra pessoa de forma íntima e emocional. Não fazer isso pode reforçar os sentimentos de isolamento. O sétimo estágio é "Geratividade vs. Estagnação". Isso acontece na idade adulta e a virtude adquirida é o cuidado. Ficamos estáveis e começamos a retribuir criando uma família e nos envolvendo na comunidade. O oitavo estágio é "Integridade do Ego vs. Desespero". Quando alguém envelhece, eles olham para trás em suas vidas e contemplam seus sucessos e fracassos. Se eles resolverem isso positivamente, a virtude da sabedoria será obtida. Este também é o estágio em que se pode ter uma sensação de fechamento e aceitar a morte sem remorso ou medo.

### Estágios baseados no modelo de complexidade hierárquica
Michael Commons melhorou e simplificou a teoria do desenvolvimento de Bärbel Inhelder e Piaget e oferece um método padrão de examinar o padrão universal de desenvolvimento. O Modelo de Complexidade Hierárquica (MHC) não é baseado na avaliação de informações específicas do domínio, ele divide a Ordem da Complexidade Hierárquica das tarefas a serem tratadas do desempenho do Estágio nessas tarefas. Um estágio é a complexidade hierárquica da ordem das tarefas que o participante aborda com sucesso. Ele expandiu os oito estágios originais de Piaget (contando os estágios intermediários) para quinze estágios. Os estágios são   : 0 Calculatório; 1 sensorial e motor; 2 Sensório-motor circular; 3 Sensório-motor; 4 Nominal; 5 Sentencial; 6 Pré-operacional; 7 Primário; 8 Concreto; 9 Resumo; 10 Formal; 11 Sistemática; 12 Metassistemático; 13 Paradigmático; 14 Interparadigmático; 15 Meta-Cross-paradigmático. A ordem de complexidade hierárquica das tarefas prevê o quão difícil é o desempenho com um R variando de 0,9 a 0,98.
No MHC, há três axiomas principais para uma ordem atender a fim de que a tarefa de ordem superior coordene a próxima tarefa de ordem inferior. Axiomas são regras seguidas para determinar como o MHC ordena as ações para formar uma hierarquia. Esses axiomas são: a) definidos em termos de tarefas na ordem imediatamente inferior da ação de tarefa de complexidade hierárquica; b) definida como a ação da tarefa de ordem superior que organiza duas ou mais ações menos complexas; isto é, a ação mais complexa especifica a maneira pela qual as ações menos complexas se combinam; c) definido como as ações de tarefa de ordem inferior devem ser realizadas de forma não arbitrária.

### Teoria de sistemas ecológicos

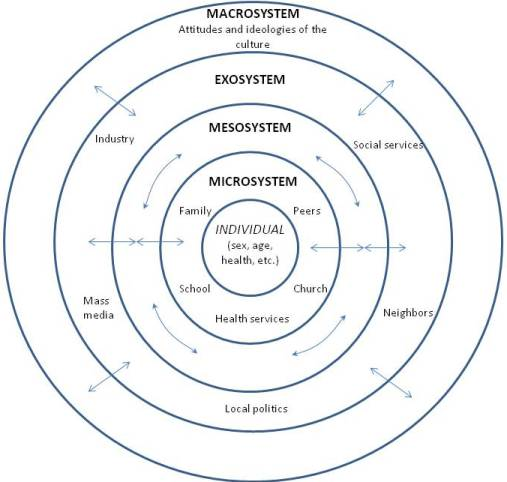
Teoria dos sistemas ecológicos de Bronfenbrenner Adequação da idade

A teoria dos sistemas ecológicos, originalmente formulada por Urie Bronfenbrenner, especifica quatro tipos de sistemas ambientais aninhados, com influências bidirecionais dentro e entre os sistemas. Os quatro sistemas são microssistema, mesossistema, exossistema e macrossistema. Cada sistema contém funções, normas e regras que podem moldar o desenvolvimento de maneira poderosa. O microssistema é o ambiente direto em nossas vidas, como nossa casa e escola. Mesosistema é como os relacionamentos se conectam ao microssistema. O exossistema é um sistema social mais amplo em que a criança não desempenha nenhum papel. Macrosistema refere-se aos valores culturais, costumes e leis da sociedade.
O microssistema é o ambiente imediato que cerca e influencia o indivíduo (exemplo: a escola ou o ambiente doméstico). O mesossistema é a combinação de dois microssistemas e como eles influenciam um ao outro (exemplo: relações de irmãos em casa vs. relações de pares na escola). O exossistema é a interação entre dois ou mais ambientes que estão indiretamente ligados (exemplo: o trabalho de um pai exigindo mais horas extras acaba influenciando o desempenho de sua filha na escola porque ele não pode mais ajudar nos deveres de casa). O macrossistema é mais amplo levando-se em consideração status socioeconômico, cultura, crenças, costumes e moral (exemplo: uma criança de uma família mais rica vê um par de uma família menos rica como inferior por esse motivo). Por fim, o cronossistema se refere à natureza cronológica dos acontecimentos da vida e como eles interagem e mudam o indivíduo e suas circunstâncias durante a transição (exemplo: uma mãe perdendo a própria mãe por doença e não tendo mais esse suporte em sua vida).
Desde sua publicação em 1979, a principal declaração de Bronfenbrenner dessa teoria, The Ecology of Human Development, teve ampla influência na maneira como psicólogos e outros abordam o estudo dos seres humanos e de seus ambientes. Como resultado dessa conceituação de desenvolvimento, esses ambientes - da família às estruturas econômicas e políticas - passaram a ser vistos como parte do curso de vida, desde a infância até a idade adulta.

### Zona de desenvolvimento proximal
Lev Vygotsky foi um teórico russo da era soviética, que postulou que as crianças aprendem por meio da experiência prática e das interações sociais com membros de sua cultura. Ao contrário de Piaget, ele afirmou que a intervenção oportuna e sensível de adultos quando uma criança está prestes a aprender uma nova tarefa (chamada de "zona de desenvolvimento proximal") poderia ajudar as crianças a aprender novas tarefas. Este papel adulto é frequentemente referido como o "mestre" qualificado, enquanto a criança é considerada o aprendiz de aprendizagem por meio de um processo educacional muitas vezes denominado " aprendizagem cognitiva " Martin Hill afirmou que "O mundo da realidade não se aplica à mente de uma criança . " Essa técnica é chamada de "andaime", porque se baseia no conhecimento que as crianças já possuem, com novos conhecimentos que os adultos podem ajudá-las a aprender. Vygotsky estava fortemente focado no papel da cultura na determinação do padrão de desenvolvimento da criança, argumentando que o desenvolvimento se move do nível social para o nível individual.  Em outras palavras, Vygotsky afirmava que a psicologia deveria se concentrar no progresso da consciência humana por meio da relação de um indivíduo e seu ambiente. Ele sentia que se os estudiosos continuassem a ignorar essa conexão, então esse desconsiderar inibiria a compreensão total da consciência humana.

### Construtivismo
O construtivismo é um paradigma em psicologia que caracteriza a aprendizagem como um processo de construção ativa do conhecimento. Os indivíduos criam significado para si próprios ou dão sentido a novas informações selecionando, organizando e integrando informações com outros conhecimentos, geralmente no contexto de interações sociais. O construtivismo pode ocorrer de duas maneiras: individual e social. O construtivismo individual é quando uma pessoa constrói conhecimento por meio de processos cognitivos de suas próprias experiências, em vez de memorizar fatos fornecidos por outros. O construtivismo social é quando os indivíduos constroem conhecimento por meio de uma interação entre o conhecimento que trazem para uma situação e as trocas sociais ou culturais dentro desse conteúdo.
Jean Piaget, psicólogo do desenvolvimento suíço, propôs que a aprendizagem é um processo ativo porque as crianças aprendem por meio da experiência e cometem erros e resolvem problemas. Piaget propôs que a aprendizagem deve ser integral, ajudando os alunos a compreender que o significado é construído.

### Psicologia evolutiva do desenvolvimento
A psicologia evolucionária do desenvolvimento é um paradigma de pesquisa que aplica os princípios básicos da evolução darwiniana, particularmente a seleção natural, para compreender o desenvolvimento do comportamento e da cognição humanos. Envolve o estudo dos mecanismos genéticos e ambientais que fundamentam o desenvolvimento das competências sociais e cognitivas, bem como dos processos epigenéticos ( interações gene-ambiente ) que adaptam essas competências às condições locais.
A EDP considera tanto o desenvolvimento confiável, características típicas da espécie da ontogenia (adaptações de desenvolvimento), quanto as diferenças individuais de comportamento, de uma perspectiva evolutiva. Embora as visões evolucionárias tendam a considerar a maioria das diferenças individuais como resultado de ruído genético aleatório (subprodutos evolutivos)  e / ou idiossincrasias (por exemplo, grupos de pares, educação, vizinhanças e encontros casuais)  vez de produtos de seleção natural, a EDP afirma que a seleção natural pode favorecer o surgimento de diferenças individuais por meio da "plasticidade adaptativa do desenvolvimento". Dessa perspectiva, o desenvolvimento humano segue estratégias alternativas de história de vida em resposta à variabilidade ambiental, em vez de seguir um padrão de desenvolvimento típico da espécie.
A EDP está intimamente ligada ao quadro teórico da psicologia evolutiva (PE), mas também é distinta da EP em vários domínios, incluindo a ênfase da investigação (a EDP centra-se nas adaptações da ontogenia, por oposição às adaptações da idade adulta) e consideração da ontogenética e ambiental imediatas fatores (ou seja, como o desenvolvimento acontece), além de fatores mais finais (ou seja, por que o desenvolvimento acontece), que são o foco da psicologia evolucionista convencional.

### Ligação teórica
A teoria do apego, originalmente desenvolvida por John Bowlby, enfoca a importância de relacionamentos abertos, íntimos e emocionalmente significativos. O apego é descrito como um sistema biológico ou poderoso impulso de sobrevivência que evoluiu para garantir a sobrevivência do bebê. Uma criança ameaçada ou estressada se moverá em direção a cuidadores que criam uma sensação de segurança física, emocional e psicológica para o indivíduo. O apego se alimenta do contato corporal e da familiaridade. Mais tarde, Mary Ainsworth desenvolveu o protocolo de Strange Situation e o conceito de base segura.
Os teóricos propuseram quatro tipos de estilos de apego: seguro, ansioso-evitativo, ansioso-resistente e desorganizado.  O apego seguro é um apego saudável entre o bebê e o cuidador. É caracterizado pela confiança. Ansioso-esquivo é uma ligação insegura entre um bebê e um cuidador. Isso se caracteriza pela indiferença do bebê em relação ao cuidador. Resistente à ansiedade é um apego inseguro entre o bebê e o cuidador, caracterizado pelo sofrimento do bebê quando separado e raiva quando reunido.  Desorganizado é um estilo de apego sem um padrão consistente de respostas após o retorno do pai.
Uma criança pode ser prejudicada em sua tendência natural de formar apegos. Alguns bebês são criados sem o estímulo e a atenção de um cuidador regular ou trancados sob condições de abuso ou extrema negligência. Os possíveis efeitos de curto prazo dessa privação são raiva, desespero, desapego e atraso temporário no desenvolvimento intelectual. Os efeitos de longo prazo incluem aumento da agressividade, comportamento de apego, distanciamento, distúrbios psicossomáticos e aumento do risco de depressão na idade adulta.  
O estilo de anexo pode afetar os relacionamentos entre as pessoas. O apego é estabelecido na primeira infância e continua na idade adulta. Um exemplo de apego seguro que continua na idade adulta seria quando a pessoa se sente confiante e é capaz de atender às suas próprias necessidades. Um exemplo de apego ansioso durante a idade adulta é quando o adulto escolhe um parceiro com apego ansioso-evitativo.

## Debates importantes

### Natureza vs criação
Uma questão significativa na psicologia do desenvolvimento é a relação entre o inato e a influência ambiental em relação a qualquer aspecto particular do desenvolvimento. Isso é frequentemente referido como " natureza e criação " ou nativismo versus empirismo . Uma explicação nativista do desenvolvimento argumentaria que os processos em questão são inatos, ou seja, são especificados pelos genes do organismo.
Uma perspectiva empirista argumentaria que esses processos são adquiridos na interação com o meio ambiente. Hoje, os psicólogos desenvolvimentistas raramente assumem posições polarizadas com respeito à maioria dos aspectos do desenvolvimento; em vez disso, eles investigam, entre muitas outras coisas, a relação entre as influências inatas e ambientais. Uma das maneiras pelas quais essa relação foi explorada nos últimos anos é por meio do campo emergente da psicologia evolucionista do desenvolvimento.
Uma área em que esse debate sobre o inato tem sido retratado com destaque é na pesquisa sobre aquisição da linguagem . Uma questão importante nessa área é se certas propriedades da linguagem humana são ou não especificadas geneticamente ou podem ser adquiridas por meio do aprendizado . A posição empirista sobre a questão da aquisição da linguagem sugere que o input da linguagem fornece as informações necessárias para o aprendizado da estrutura da linguagem e que os bebês adquirem a linguagem por meio de um processo de aprendizagem estatística . Dessa perspectiva, a linguagem pode ser adquirida por meio de métodos gerais de aprendizagem que também se aplicam a outros aspectos do desenvolvimento, como a aprendizagem perceptual .
A posição nativista argumenta que a entrada da linguagem é muito pobre para que bebês e crianças adquiram a estrutura da linguagem. O linguista Noam Chomsky afirma que, evidenciado pela falta de informações suficientes no input da linguagem, existe uma gramática universal que se aplica a todas as línguas humanas e é pré-especificada. Isso levou à ideia de que existe um módulo cognitivo especial adequado para aprender a linguagem, muitas vezes chamado de dispositivo de aquisição de linguagem . A crítica de Chomsky ao modelo behaviorista de aquisição da linguagem é considerada por muitos como um ponto de inflexão fundamental no declínio da proeminência da teoria do behaviorismo em geral. Mas a concepção de Skinner de "Comportamento Verbal" não morreu, talvez em parte porque gerou aplicações práticas de sucesso.

### Continuidade vs descontinuidade
Alguns teóricos acreditam que o desenvolvimento é um processo suave e contínuo, e os indivíduos gradualmente adicionam mais dos mesmos tipos de habilidades ao longo de suas vidas. Outros teóricos, no entanto, pensam que o desenvolvimento ocorre em estágios descontínuos. As pessoas mudam rapidamente e sobem para um novo nível, e então mudam muito pouco por um tempo. A cada nova etapa, a pessoa mostra interesse e responde ao mundo qualitativamente.

### Estabilidade vs mudança
Essa questão envolve o grau em que nos tornamos versões mais antigas de nossa experiência anterior ou se nos desenvolvemos em algo diferente de quem éramos em um ponto anterior do desenvolvimento. Ele considera até que ponto as experiências iniciais (especialmente na infância) ou experiências posteriores são os principais determinantes do desenvolvimento de uma pessoa.
A maioria dos desenvolvimentistas ao longo da vida reconhece que posições extremas são imprudentes. Portanto, a chave para uma compreensão abrangente do desenvolvimento em qualquer estágio requer a interação de diferentes fatores e não apenas um.

## Modelos matemáticos
A psicologia do desenvolvimento está preocupada não apenas em descrever as características da mudança psicológica ao longo do tempo, mas também procura explicar os princípios e o funcionamento interno subjacente a essas mudanças. Os psicólogos têm tentado entender melhor esses fatores usando modelos . Um modelo deve simplesmente levar em conta os meios pelos quais um processo ocorre. Isso às vezes é feito em referência a mudanças no cérebro que podem corresponder a mudanças no comportamento ao longo do desenvolvimento.
A modelagem matemática é útil em psicologia do desenvolvimento para implementar a teoria de maneira precisa e fácil de estudar, permitindo a geração, explicação, integração e previsão de diversos fenômenos. Diversas técnicas de modelagem são aplicadas ao desenvolvimento: modelos de sistemas simbólicos, conexionistas ( rede neural ) ou dinâmicos .
Os modelos de sistemas dinâmicos ilustram quantos recursos diferentes de um sistema complexo podem interagir para produzir comportamentos e habilidades emergentes. A dinâmica não linear foi aplicada a sistemas humanos especificamente para tratar de questões que requerem atenção à temporalidade, como transições de vida, desenvolvimento humano e mudança comportamental ou emocional ao longo do tempo. Os sistemas dinâmicos não lineares estão sendo explorados atualmente como uma forma de explicar fenômenos discretos do desenvolvimento humano, como afeto, aquisição de uma segunda linguagem e locomoção.

## Áreas de pesquisa

### Desenvolvimento cognitivo
O desenvolvimento cognitivo está preocupado principalmente com as maneiras como bebês e crianças adquirem, desenvolvem e usam capacidades mentais internas, tais como: resolução de problemas, memória e linguagem. Os principais tópicos do desenvolvimento cognitivo são o estudo da aquisição da linguagem e o desenvolvimento das habilidades perceptuais e motoras. Piaget foi um dos primeiros psicólogos influentes no estudo do desenvolvimento das habilidades cognitivas. Sua teoria sugere que o desenvolvimento prossegue por meio de um conjunto de estágios desde a infância até a idade adulta e que existe um ponto final ou objetivo.
Outros relatos, como o de Lev Vygotsky, sugeriram que o desenvolvimento não progride por estágios, mas sim que o processo de desenvolvimento que começa no nascimento e continua até a morte é muito complexo para tal estrutura e finalidade. Em vez disso, desse ponto de vista, os processos de desenvolvimento ocorrem de maneira mais contínua. Assim, o desenvolvimento deve ser analisado, em vez de tratado como um produto a ser obtido.
K. Warner Schaie expandiu o estudo do desenvolvimento cognitivo para a idade adulta. Em vez de ser estável desde a adolescência, Schaie vê os adultos progredindo na aplicação de suas habilidades cognitivas.
O desenvolvimento cognitivo moderno integrou as considerações da psicologia cognitiva e da psicologia das diferenças individuais na interpretação e modelagem do desenvolvimento. Especificamente, as teorias neo-piagetianas do desenvolvimento cognitivo mostraram que os níveis ou estágios sucessivos do desenvolvimento cognitivo estão associados ao aumento da eficiência do processamento e da capacidade da memória de trabalho . Esses aumentos explicam as diferenças entre os estágios, a progressão para estágios superiores e as diferenças individuais de crianças da mesma idade e da mesma série. No entanto, outras teorias se afastaram das teorias do estágio piagetiano e são influenciadas por relatos de processamento de informação específico de domínio, que postulam que o desenvolvimento é guiado por mecanismos de processamento de informação específicos de conteúdo e evolutivamente especificados inatos.

### Desenvolvimento social e emocional
Os psicólogos do desenvolvimento interessados no desenvolvimento social examinam como os indivíduos desenvolvem competências sociais e emocionais. Por exemplo, eles estudam como os filhos fazem amizades, como entendem e lidam com as emoções e como a identidade se desenvolve. A pesquisa nesta área pode envolver o estudo da relação entre cognição ou desenvolvimento cognitivo e comportamento social.
A regulação emocional ou ER se refere à capacidade de um indivíduo de modular respostas emocionais em uma variedade de contextos. Em crianças pequenas, essa modulação é em parte controlada externamente, pelos pais e outras figuras de autoridade. À medida que as crianças se desenvolvem, elas assumem cada vez mais responsabilidade por seu estado interno. Estudos têm mostrado que o desenvolvimento de RE é afetado pela regulação emocional que as crianças observam nos pais e responsáveis, pelo clima emocional em casa e pela reação dos pais e responsáveis às emoções da criança.
A música também tem uma influência em estimular e aprimorar os sentidos de uma criança por meio da auto-expressão.
O desenvolvimento social e emocional de uma criança pode ser interrompido por problemas de coordenação motora, conforme evidenciado pela hipótese de estresse ambiental. A hipótese ambiental explica como crianças com problemas de coordenação e transtorno do desenvolvimento da coordenação estão expostas a diversas consequências psicossociais que atuam como estressores secundários, levando a um aumento dos sintomas de internalização, como depressão e ansiedade. Problemas de coordenação motora afetam o movimento motor fino e grosso, bem como as habilidades motoras perceptivas. Os estressores secundários comumente identificados incluem a tendência de crianças com habilidades motoras deficientes serem menos propensas a participar de brincadeiras organizadas com outras crianças e mais propensas a se sentirem socialmente isoladas .
O desenvolvimento social e emocional se concentra em 5 áreas principais: autoconsciência, autogestão, consciência social, habilidades de relacionamento e tomada de decisão responsável.

### Desenvolvimento físico
O desenvolvimento físico diz respeito à maturação física do corpo de um indivíduo até atingir a estatura adulta. Embora o crescimento físico seja um processo altamente regular, todas as crianças diferem tremendamente no momento de seus surtos de crescimento. Estudos estão sendo feitos para analisar como as diferenças nesses tempos afetam e estão relacionadas a outras variáveis da psicologia do desenvolvimento, como a velocidade de processamento da informação. As medidas tradicionais de maturidade física por meio de radiografias são menos praticadas hoje em dia, em comparação com medidas simples de partes do corpo, como altura, peso, perímetro cefálico e envergadura.
Alguns outros estudos e práticas com psicologia do desenvolvimento físico são as habilidades fonológicas de crianças maduras de 5 a 11 anos de idade e as hipóteses controversas de canhotos estarem maturacionalmente atrasados em comparação com destros. Um estudo de Eaton, Chipperfield, Ritchot e Kostiuk em 1996 descobriu em três amostras diferentes que não havia diferença entre destros e canhotos.

### Desenvolvimento de memória
Os pesquisadores interessados no desenvolvimento da memória observam a maneira como nossa memória se desenvolve desde a infância em diante. De acordo com a teoria do Fuzzy-trace, temos dois processos de memória separados: textual e essencial. Esses dois traços começam a se desenvolver em momentos diferentes, bem como em um ritmo diferente. Crianças a partir dos 4 anos de idade têm memória literal, memória para informações de superfície, que aumenta até a idade adulta inicial, quando começa a declinar. Por outro lado, nossa capacidade de memória essencial, memória para informações semânticas, aumenta até o início da idade adulta, ponto em que é consistente até a velhice. Além disso, nossa dependência de traços de memória essencial aumenta à medida que envelhecemos.

## Métodos e projetos de pesquisa

### Principais métodos de pesquisa
A psicologia do desenvolvimento emprega muitos dos métodos de pesquisa usados em outras áreas da psicologia. No entanto, bebês e crianças não podem ser testados da mesma forma que os adultos, portanto, métodos diferentes são frequentemente usados para estudar seu desenvolvimento.
Os psicólogos do desenvolvimento têm vários métodos para estudar as mudanças nos indivíduos ao longo do tempo. Métodos comuns de pesquisa incluem observação sistemática, incluindo observação naturalística ou observação estruturada; auto-relatos, que podem ser entrevistas clínicas ou estruturadas ; método clínico ou de estudo de caso ; e etnografia ou observação participante. :31–35 Esses métodos diferem na extensão do controle que os pesquisadores impõem às condições de estudo e em como eles constroem ideias sobre quais variáveis estudar. Toda investigação desenvolvimental pode ser caracterizada em termos de se sua estratégia subjacente envolve a abordagem experimental, correlacional ou de estudo de caso . O método experimental envolve "a manipulação real de vários tratamentos, circunstâncias ou eventos aos quais o participante ou sujeito é exposto;  o projeto experimental aponta para relações de causa e efeito . Este método permite que fortes inferências sejam feitas de relações causais entre a manipulação de uma ou mais variáveis independentes e o comportamento subsequente, conforme medido pela variável dependente .  A vantagem de usar este método de pesquisa é que ele permite determinar as relações de causa e efeito entre as variáveis.  Por outro lado, a limitação é que os dados obtidos em um ambiente artificial podem carecer de generalização.  O método correlacional explora a relação entre dois ou mais eventos, reunindo informações sobre essas variáveis sem a intervenção do pesquisador.   A vantagem de usar um projeto correlacional é que ele estima a força e a direção das relações entre as variáveis no ambiente natural;  entretanto, a limitação é que não permite a determinação de relações de causa e efeito entre as variáveis.  A abordagem do estudo de caso permite que as investigações obtenham uma compreensão profunda de um participante individual por meio da coleta de dados com base em entrevistas, questionários estruturados, observações e pontuações em testes.  Cada um desses métodos tem seus pontos fortes e fracos, mas o método experimental, quando apropriado, é o método preferido dos cientistas do desenvolvimento, porque fornece uma situação controlada e conclusões a serem tiradas sobre as relações de causa e efeito.

### Projetos de pesquisa
A maioria dos estudos de desenvolvimento, independentemente de empregar o método experimental, correlacional ou de estudo de caso, também pode ser construída usando projetos de pesquisa. Projetos de pesquisa são estruturas lógicas usadas para fazer comparações importantes dentro de estudos de pesquisa, tais como:
- desenho transversal
- desenho longitudinal
- design sequencial
- projeto microgenético

Em um estudo longitudinal, um pesquisador observa muitos indivíduos nascidos na mesma época ou na mesma época (uma coorte ) e realiza novas observações como membros da mesma idade. Esse método pode ser usado para tirar conclusões sobre quais tipos de desenvolvimento são universais (ou normativos ) e ocorrem na maioria dos membros de uma coorte. Como exemplo, um estudo longitudinal do desenvolvimento da alfabetização precoce examinou em detalhes as experiências de alfabetização precoce de uma criança em cada uma das 30 famílias.
Os pesquisadores também podem observar as formas como o desenvolvimento varia entre os indivíduos e fazer hipóteses sobre as causas da variação em seus dados. Os estudos longitudinais costumam exigir muito tempo e recursos financeiros, o que os torna inviáveis em algumas situações. Além disso, como todos os membros de uma coorte vivenciam eventos históricos exclusivos de sua geração, as tendências de desenvolvimento aparentemente normativas podem, de fato, ser universais apenas para sua coorte. :40
Em um estudo transversal, um pesquisador observa diferenças entre indivíduos de diferentes idades ao mesmo tempo. Isso geralmente requer menos recursos do que o método longitudinal e, como os indivíduos vêm de coortes diferentes, eventos históricos compartilhados não são tanto um fator de confusão . Da mesma forma, entretanto, a pesquisa transversal pode não ser a maneira mais eficaz de estudar as diferenças entre os participantes, já que essas diferenças podem resultar não de suas diferentes idades, mas de sua exposição a diferentes eventos históricos. :41
Um terceiro desenho de estudo, o desenho sequencial, combina as duas metodologias. Aqui, um pesquisador observa membros de diferentes coortes de nascimento ao mesmo tempo e, em seguida, rastreia todos os participantes ao longo do tempo, mapeando as mudanças nos grupos. Embora consuma muito mais recursos, o formato auxilia em uma distinção mais clara entre quais mudanças podem ser atribuídas a um ambiente individual ou histórico daquelas que são verdadeiramente universais. :42
Como todo método tem alguns pontos fracos, os psicólogos do desenvolvimento raramente confiam em um estudo ou mesmo em um método para chegar a conclusões encontrando evidências consistentes de tantas fontes convergentes quanto possível.

## Estágios de desenvolvimento psicológico da vida

### Desenvolvimento pré-natal
O desenvolvimento pré-natal é de interesse dos psicólogos que investigam o contexto do desenvolvimento psicológico inicial. Todo o desenvolvimento pré-natal envolve três estágios principais: estágio germinativo, estágio embrionário e estágio fetal. O estágio germinativo começa na concepção até 2 semanas; estágio embrionário significa o desenvolvimento de 2 semanas a 8 semanas; o estágio fetal representa 9 semanas até o nascimento do bebê.     Os sentidos se desenvolvem no próprio útero: um feto pode ver e ouvir no segundo trimestre (13 a 24 semanas de idade). O sentido do tato se desenvolve no estágio embrionário (5 a 8 semanas). :97 A maioria dos bilhões de neurônios do cérebro também é desenvolvida no segundo trimestre.  :100 Os bebês nascem, portanto, com algumas preferências de odor, gosto e som, amplamente relacionadas ao ambiente da mãe.  :101
Alguns reflexos primitivos também surgem antes do nascimento e ainda estão presentes nos recém-nascidos. Uma hipótese é que esses reflexos são vestigiais e têm uso limitado no início da vida humana. A teoria do desenvolvimento cognitivo de Piaget sugeria que alguns reflexos precoces são blocos de construção para o desenvolvimento sensório-motor infantil. Por exemplo, o reflexo tônico do pescoço pode ajudar no desenvolvimento, trazendo objetos para o campo de visão do bebê.
Outros reflexos, como o reflexo de caminhar, parecem ser substituídos por um controle voluntário mais sofisticado mais tarde na infância. Isso pode ocorrer porque o bebê ganha muito peso após o nascimento para ser forte o suficiente para usar o reflexo, ou porque o reflexo e o desenvolvimento subsequente são funcionalmente diferentes. Também foi sugerido que alguns reflexos (por exemplo, o moro e os reflexos de caminhar ) são predominantemente adaptações à vida no útero com pouca conexão com o desenvolvimento inicial do bebê. Os reflexos primitivos reaparecem em adultos sob certas condições, como condições neurológicas como demência ou lesões traumáticas.
O ultrassom mostrou que os bebês são capazes de uma variedade de movimentos no útero, muitos dos quais parecem ser mais do que simples reflexos. No momento do nascimento, os bebês podem reconhecer e ter preferência pela voz da mãe, sugerindo algum desenvolvimento pré-natal da percepção auditiva.  O desenvolvimento pré-natal e as complicações do parto também podem estar ligados a distúrbios do neurodesenvolvimento, por exemplo, na esquizofrenia . Com o advento da neurociência cognitiva, a embriologia e a neurociência do desenvolvimento pré-natal são de interesse crescente para a pesquisa em psicologia do desenvolvimento.
Vários agentes ambientais - teratógenos - podem causar danos durante o período pré-natal. Isso inclui medicamentos controlados e não prescritos, drogas ilegais, tabaco, álcool, poluentes ambientais, agentes de doenças infecciosas como o vírus da rubéola e o parasita da toxoplasmose, desnutrição materna, estresse emocional materno e incompatibilidade sanguínea do fator Rh entre mãe e filho. :102–115 Existem muitas estatísticas que comprovam os efeitos das substâncias mencionadas. Um exemplo importante disso seria que, apenas na América, nascem anualmente cerca de 100.000-375.000 'bebês de cocaína'. Isso é resultado de uma gestante que abusou da droga durante a gravidez. Está provado que os 'bebês com cocaína' têm dificuldades bastante graves e duradouras que persistem durante a primeira infância e ao longo da infância. A droga também estimula problemas de comportamento nas crianças afetadas, bem como defeitos de vários órgãos vitais.

### Infância
Desde o nascimento até o primeiro ano, a criança é chamada de bebê . Os psicólogos do desenvolvimento variam amplamente em sua avaliação da psicologia infantil e da influência que o mundo exterior tem sobre ela, mas certos aspectos são relativamente claros.
A maior parte do tempo do recém-nascido é gasta dormindo. No início, esse sono é distribuído uniformemente ao longo do dia e da noite, mas depois de alguns meses, os bebês geralmente tornam-se diurnos .
Os bebês podem ter seis estados, agrupados em pares:
- sono tranquilo e sono ativo ( sonhar, quando ocorre o sono REM )
- vigília tranquila e vigília ativa
- agitando e chorando

#### Percepção infantil
A percepção infantil é o que um recém-nascido pode ver, ouvir, cheirar, saborear e tocar. Essas cinco características são mais conhecidas como os "cinco sentidos". Os bebês respondem aos estímulos de maneira diferente nesses diferentes estados.
- A visão é significativamente pior em bebês do que em crianças mais velhas. A visão do bebê tende a ficar embaçada nos estágios iniciais, mas melhora com o tempo. A percepção da cor semelhante à observada em adultos foi demonstrada em bebês a partir dos quatro meses, usando métodos de habituação.[52] Os bebês têm uma visão de adulto em cerca de seis meses.[45] :191
- A audição é bem desenvolvida antes do nascimento, ao contrário da visão. Os recém-nascidos preferem sons complexos a tons puros, a fala humana a outros sons, a voz da mãe a outras vozes e a língua nativa a outras línguas. Os cientistas acreditam que essas características são provavelmente aprendidas no útero.  :151 Os bebês são bastante bons em detectar a direção de onde vem um som e, aos 18 meses, sua capacidade auditiva é aproximadamente igual à de um adulto.
- O olfato e o paladar estão presentes, com os bebês mostrando diferentes expressões de desgosto ou prazer quando apresentados a odores agradáveis (mel, leite, etc.) ou odores e sabores desagradáveis (ovo podre) (por exemplo, gosto azedo). Os recém-nascidos nascem com preferências de odor e sabor adquiridas no útero pelo cheiro e sabor do líquido amniótico, por sua vez influenciados pela alimentação da mãe. Bebês amamentados no seio e na mamadeira com cerca de 3 dias de vida preferem o cheiro do leite humano ao de fórmula, indicando uma preferência inata.  :150 Há boas evidências de que bebês mais velhos preferem o cheiro de sua mãe ao de outras pessoas.
- O tato e a sensação são um dos sentidos mais desenvolvidos no nascimento, considerando que é um dos primeiros sentidos a se desenvolver dentro do útero.[56] Isso é evidenciado pelos reflexos primitivos descritos acima e pelo desenvolvimento relativamente avançado do córtex somatossensorial .[57]
- Dor : Os bebês sentem dor de forma semelhante, senão mais forte do que as crianças mais velhas, mas o alívio da dor em bebês não tem recebido tanta atenção como uma área de pesquisa.[58] A glicose é conhecida por aliviar a dor em recém-nascidos.[59]

#### Língua
Os bebês nascem com a capacidade de discriminar virtualmente todos os sons de todas as línguas humanas. :189 Crianças de cerca de seis meses podem diferenciar fonemas em sua própria língua, mas não entre fonemas semelhantes em outra língua. Nesse estágio, os bebês também começam a balbuciar, produzindo fonemas.

#### Cognição infantil: a era Piagetiana
Piaget sugeriu que a percepção e a compreensão do mundo por um bebê dependiam de seu desenvolvimento motor, que era necessário para que o bebê ligasse as representações visuais, táteis e motoras de objetos. Segundo essa visão, é por meio do toque e do manuseio de objetos que os bebês desenvolvem a permanência do objeto, a compreensão de que os objetos são sólidos e permanentes e continuam a existir quando estão fora de vista.
O estágio sensório-motor de Piaget compreendia seis subestágios (veja os estágios sensório-motor para mais detalhes). Nos estágios iniciais, o desenvolvimento surge de movimentos causados por reflexos primitivos . A descoberta de novos comportamentos resulta do condicionamento clássico e operante e da formação de hábitos .  A partir dos oito meses, o bebê é capaz de descobrir um objeto escondido, mas perseverará quando o objeto for movido.
Piaget chegou à sua conclusão de que os bebês não tinham um entendimento completo da permanência do objeto antes de 18 meses após observar a falha dos bebês antes dessa idade em procurar um objeto onde ele foi visto pela última vez. Em vez disso, os bebês continuam a procurar por um objeto onde foi visto pela primeira vez, cometendo o " erro A-não-B ". Alguns pesquisadores sugeriram que antes da idade de oito a nove meses, a incapacidade dos bebês de entender a permanência do objeto se estende às pessoas, o que explica por que os bebês nessa idade não choram quando suas mães vão embora ("longe da vista, longe da mente" )

#### Descobertas recentes na cognição infantil
Nas décadas de 1980 e 1990, os pesquisadores desenvolveram muitos novos métodos para avaliar a compreensão dos bebês sobre o mundo com muito mais precisão e sutileza do que Piaget era capaz de fazer em sua época. Desde então, muitos estudos baseados nesses métodos sugerem que os bebês entendem muito mais sobre o mundo do que se pensava.
Com base em descobertas recentes, alguns pesquisadores (como Elizabeth Spelke e Renee Baillargeon ) propuseram que a compreensão da permanência do objeto não é aprendida de forma alguma, mas compreende parte das capacidades cognitivas inatas de nossa espécie.
Outra pesquisa sugeriu que os bebês nos primeiros seis meses de vida podem ter uma compreensão de vários aspectos do mundo ao seu redor, incluindo:
- uma cognição numérica precoce, ou seja, uma capacidade de representar números e até mesmo computar os resultados das operações de adição e subtração;[62]
- capacidade de inferir os objetivos das pessoas em seu ambiente;[63]
- capacidade de se engajar em raciocínio causal simples.[64]

#### Períodos críticos de desenvolvimento
Existem períodos críticos na primeira infância e na infância durante os quais o desenvolvimento de certos sistemas perceptuais, sensório-motores, sociais e de linguagem depende crucialmente da estimulação ambiental. Crianças selvagens como Genie, privadas de estimulação adequada, não conseguem adquirir habilidades importantes e são incapazes de aprender na infância. O conceito de períodos críticos também está bem estabelecido na neurofisiologia, a partir do trabalho de Hubel e Wiesel entre outros.

#### Atrasos de desenvolvimento
Crianças com atrasos no desenvolvimento (DD) correm maior risco de desenvolver dificuldades comportamentais e emocionais clinicamente significativas em comparação com crianças com desenvolvimento típico (DT). No entanto, quase todos os estudos comparando psicopatologia em jovens com DD empregam grupos de controle de DT da mesma idade cronológica (CA). Essa comorbidade de DD e um transtorno mental costuma ser chamada de diagnóstico duplo. Estudos epidemiológicos indicam que 30–50% dos jovens com DD atendem ao limite clínico para problemas comportamentais e emocionais e / ou transtorno mental diagnosticável. Estudos que incluem amostras de comparação de crianças com desenvolvimento típico (DT) destacam a diferença considerável no risco de psicopatologia, com o risco relativo para jovens com DD (para jovens com DT) variando de 2,8–4,1 a 1.  

### Infância
Os bebês passam de um a dois anos de idade para um estágio de desenvolvimento conhecido como primeira infância. Nesse estágio, a transição de um bebê para a primeira infância é destacada por meio da autoconsciência, do desenvolvimento da maturidade no uso da linguagem e da presença de memória e imaginação.
Durante a infância, os bebês começam a aprender a andar, falar e tomar decisões por si mesmos. Uma característica importante desse período é o desenvolvimento da linguagem, em que as crianças aprendem a se comunicar e expressar suas emoções e desejos por meio de sons vocais, balbucios e, eventualmente, palavras. O autocontrole também começa a se desenvolver. Nessa idade, as crianças tomam a iniciativa de explorar, experimentar e aprender com os erros. Cuidadores que incentivam as crianças a experimentar coisas novas e testar seus limites ajudam a criança a se tornar autônoma, autossuficiente e confiante. Se o cuidador é superprotetor ou desaprova as ações independentes, a criança pode começar a duvidar de suas habilidades e sentir vergonha do desejo de independência. O desenvolvimento autonômico da criança é inibido, deixando-a menos preparada para lidar com o mundo no futuro. As crianças também começam a se identificar nos papéis de gênero, agindo de acordo com sua percepção do que um homem ou mulher deve fazer.
Socialmente, o período da infância é comumente chamado de "dois anos terríveis". As crianças pequenas costumam usar suas novas habilidades de linguagem para expressar seus desejos, mas muitas vezes são mal compreendidos pelos pais devido às suas habilidades de linguagem apenas começarem a se desenvolver. Uma pessoa neste estágio testando sua independência é outra razão por trás do rótulo infame do palco. Acessos de raiva também são comuns.
Erik Erikson divide a infância em quatro estágios, cada um com sua crise social distinta:
- Estágio 1: infância (0 a 1½) em que a crise psicossocial é confiança vs. Desconfiança
- Estágio 2: Primeira infância (2½ a 3) em que a crise psicossocial é Autonomia vs. Vergonha e dúvida
- Etapa 3: idade para brincar (3 a 5) em que a crise psicossocial é Iniciativa vs. Culpa. (Esta fase também é chamada de "idade pré-escolar", "era exploratória" e "era do brinquedo". )
- Etapa 4: idade escolar (5 a 12) em que a crise psicossocial é Indústria vs. Inferioridade

Brincar (ou pré-escolar) entre 3 e 5 anos. Nos primeiros anos, as crianças são "completamente dependentes dos cuidados de outras pessoas". Portanto, desenvolvem uma "relação social" com seus cuidadores e, posteriormente, com seus familiares. Durante os anos pré-escolares (3-5), eles "ampliam seus horizontes sociais" para incluir pessoas fora da família.
O pensamento pré - operacional e depois o operacional se desenvolve, o que significa que as ações são reversíveis e o pensamento egocêntrico diminui.
As habilidades motoras dos pré-escolares aumentam para que eles possam fazer mais coisas sozinhos. Eles se tornam mais independentes. Não mais totalmente dependente do cuidado dos outros, o mundo dessa faixa etária se expande. Mais pessoas têm um papel na formação de suas personalidades individuais. Crianças em idade pré-escolar exploram e questionam seu mundo. Para Jean Piaget, a criança é " um pequeno cientista explorando e refletindo sobre essas explorações para aumentar a competência" e isso é feito "de uma forma muito independente".
Brincar é uma atividade importante para crianças de 3 a 5 anos. Para Piaget, por meio da brincadeira, "a criança atinge níveis mais elevados de desenvolvimento cognitivo".
Em seu mundo expandido, as crianças na faixa etária de 3-5 tentam encontrar seu próprio caminho. Se isso for feito de forma socialmente aceitável, a criança desenvolve a iniciativa. Do contrário, a criança desenvolve culpa. Crianças que desenvolvem "culpa" em vez de "iniciativa" fracassaram na crise psicossocial de Erikson para o grupo de 3-5 anos.
Idade média da infância 6–12. Para Erik Erikson, a crise psicossocial durante a meia-infância é Indústria vs. Inferioridade que, se atendida com sucesso, instila um senso de Competência na criança.
Em todas as culturas, a meia-infância é uma época para desenvolver "habilidades que serão necessárias em sua sociedade". A escola oferece uma arena na qual as crianças podem se ver como "trabalhadoras (e dignas)". Eles são "avaliados por seus trabalhos escolares e freqüentemente por sua indústria". Eles também podem desenvolver a indústria fora da escola em esportes, jogos e trabalho voluntário. As crianças que alcançam "sucesso na escola ou nos jogos podem desenvolver um sentimento de competência".
O "perigo durante este período é que os sentimentos de inadequação e inferioridade se desenvolvam. Pais e professores podem "minar" o desenvolvimento de uma criança, deixando de reconhecer as realizações ou sendo excessivamente críticos com os esforços da criança. Crianças que são "encorajadas e elogiadas" desenvolvem uma crença em sua competência. A falta de incentivo ou habilidade para se destacar leva a "sentimentos de inadequação e inferioridade".
Os Centros de Controle de Doenças (CDC) dividem a meia infância em dois estágios, de 6 a 8 anos e de 9 a 11 anos, e fornecem "marcos de desenvolvimento para cada estágio".
Meia infância (7-10).  Ao ingressar no ensino fundamental, as crianças dessa faixa etária começam a pensar no futuro e em seu "lugar no mundo". Trabalhar com outros alunos e desejar sua amizade e aceitação torna-se mais importante. Isso leva a "mais independência dos pais e da família". Como alunos, eles desenvolvem as habilidades mentais e verbais "para descrever experiências e falar sobre pensamentos e sentimentos". Eles se tornam menos egocêntricos e mostram "mais preocupação com os outros".
Meia infância (9-11).  Para crianças de 9 a 11 anos, "amizades e relacionamentos com colegas" aumentam em força, complexidade e importância. Isso resulta em maior "pressão do grupo". Eles se tornam ainda menos dependentes de suas famílias e são desafiados academicamente. Para enfrentar esse desafio, eles aumentam sua capacidade de atenção e aprendem a ver outros pontos de vista.

### Adolescência
A adolescência é o período da vida entre o início da puberdade e o pleno comprometimento com um papel social adulto, como trabalhador, pai e / ou cidadão. É o período conhecido pela formação da identidade pessoal e social (ver Erik Erikson ) e pela descoberta do propósito moral (ver William Damon ). A inteligência é demonstrada através do uso lógico de símbolos relacionados a conceitos abstratos e raciocínio formal. Um retorno ao pensamento egocêntrico geralmente ocorre no início do período. Apenas 35% desenvolvem a capacidade de raciocinar formalmente na adolescência ou na idade adulta. (Huitt, W. e Hummel, J. Janeiro de 1998) 
Está dividido em três partes, a saber:
1. Adolescência precoce: 9 a 13 anos
2. Adolescência média: 13 a 15 anos e
3. Adolescência tardia: 15 a 18 anos

O adolescente inconscientemente explora questões como "Quem sou eu? Quem eu quero ser?" Como as crianças, os adolescentes devem explorar, testar limites, tornar-se autônomos e se comprometer com uma identidade ou senso de identidade . Diferentes papéis, comportamentos e ideologias devem ser experimentados para selecionar uma identidade. A confusão de papéis e a incapacidade de escolher a vocação podem resultar do fracasso em alcançar um senso de identidade por meio, por exemplo, de amigos.

### Início da idade adulta
A idade adulta inicial geralmente se refere ao período entre as idades de 18 a 29, e, de acordo com teóricos como Erik Erikson, é um estágio em que o desenvolvimento se concentra principalmente na manutenção de relacionamentos . Os exemplos incluem criar laços de intimidade, manter amizades e, por fim, constituir uma família. Alguns teóricos afirmam que o desenvolvimento das habilidades de intimidade depende da resolução de estágios anteriores de desenvolvimento. Um senso de identidade adquirido nos estágios anteriores também é necessário para que a intimidade se desenvolva. Se essa habilidade não for aprendida, a alternativa é a alienação, o isolamento, o medo de se comprometer e a incapacidade de depender dos outros.
Uma estrutura relacionada para estudar essa parte da expectativa de vida é a da idade adulta emergente . Estudiosos da idade adulta emergente, como Jeffrey Arnett, não estão necessariamente interessados no desenvolvimento de relacionamentos. Em vez disso, esse conceito sugere que as pessoas fazem a transição após a adolescência para um período não caracterizado como construção de relacionamento e um senso geral de constância com a vida, mas com anos de convivência com os pais, fases de autodescoberta e experimentação.

### Meia idade adulta
A meia-idade geralmente se refere ao período entre 29 e 49 anos. Durante esse período, os adultos de meia-idade vivenciam um conflito entre a geração e a estagnação. Eles podem ter a sensação de estar contribuindo para a sociedade, a próxima geração ou sua comunidade imediata; ou desenvolver uma sensação de falta de propósito.
Fisicamente, a meia-idade experimenta um declínio na força muscular, tempo de reação, agudeza sensorial e débito cardíaco. Além disso, as mulheres experimentam a menopausa em uma idade média de 48,8 anos e uma queda acentuada no hormônio estrogênio . Os homens experimentam um evento do sistema endócrino equivalente à menopausa. Andropausa em homens é uma flutuação hormonal com efeitos físicos e psicológicos que podem ser semelhantes aos observados em mulheres na menopausa. À medida que os homens envelhecem, os níveis de testosterona podem contribuir para as alterações de humor e para o declínio na contagem de esperma . A resposta sexual também pode ser afetada, incluindo atrasos na ereção e períodos mais longos de estimulação peniana necessários para atingir a ejaculação .
A importante influência das mudanças biológicas e sociais experimentadas por mulheres e homens na idade adulta média se reflete no fato de que a depressão é mais elevada aos 48,5 anos em todo o mundo.

### Velhice
A Organização Mundial de Saúde não encontra "nenhum acordo geral sobre a idade em que uma pessoa envelhece". A maioria dos "países desenvolvidos" define a idade como 60 ou 65 anos. No entanto, nos países em desenvolvimento, a incapacidade de dar "contribuição ativa" para a sociedade, e não a idade cronológica, marca o início da velhice. De acordo com os estágios de desenvolvimento psicossocial de Erikson, a velhice é a fase em que os indivíduos avaliam a qualidade de suas vidas. Ao refletir sobre suas vidas, as pessoas nessa faixa etária desenvolvem um sentimento de integridade se decidirem que suas vidas foram bem-sucedidas ou um sentimento de desespero se a avaliação de sua vida indicar um fracasso em atingir seus objetivos.
Fisicamente, os idosos experimentam um declínio na força muscular, no tempo de reação, na resistência, na audição, na percepção da distância e no olfato. Eles também são mais suscetíveis a doenças como câncer e pneumonia devido a um sistema imunológico enfraquecido. Programas voltados para equilíbrio, força muscular e mobilidade mostraram reduzir a incapacidade entre idosos com deficiência leve (mas não mais severa).
A expressão sexual depende em grande parte da saúde emocional e física do indivíduo. Muitos adultos mais velhos continuam sexualmente ativos e satisfeitos com sua atividade sexual.
A desintegração mental também pode ocorrer, levando à demência ou doenças como a doença de Alzheimer . A idade média de início da demência nos homens é 78,8 e 81,9 nas mulheres. Em geral, acredita-se que a inteligência cristalizada aumenta até a velhice, enquanto a inteligência fluida diminui com a idade. Se a inteligência normal aumenta ou diminui com a idade depende da medida e do estudo. Estudos longitudinais mostram que a velocidade perceptiva, o raciocínio indutivo e a orientação espacial diminuem. Um artigo sobre o desenvolvimento cognitivo de adultos relata que estudos transversais mostram que "algumas habilidades permaneceram estáveis até a velhice".

## Paternidade
As variáveis parentais sozinhas costumam ser responsáveis por 20 a 50% da variação nos resultados da criança.
Todos os pais têm seus próprios estilos parentais. Os estilos parentais, de acordo com Kimberly Kopko, são "baseados em dois aspectos do comportamento dos pais: controle e cordialidade. O controle dos pais se refere ao grau em que os pais gerenciam o comportamento dos filhos. O calor dos pais se refere ao grau em que os pais aceitam e respondem ao comportamento de seus filhos. "

### Estilos parentais
Os seguintes estilos parentais foram descritos na literatura sobre desenvolvimento infantil:
- A paternidade autoritária é caracterizada como pais que têm grande cordialidade, receptividade e exigência dos pais, mas têm baixa taxa de negatividade e conflito.[100] Esses pais são assertivos, mas não intrusivos ou excessivamente restritivos.[101] Este método de educação está associado a resultados sociais e acadêmicos mais positivos. Os resultados benéficos da paternidade autoritária não são necessariamente universais. Entre os adolescentes afro-americanos, a paternidade autoritária não está associada ao desempenho acadêmico sem o apoio dos colegas para o desempenho.  Filhos criados por pais autoritários têm "maior probabilidade de se tornarem independentes, autossuficientes, socialmente aceitos, bem-sucedidos academicamente e bem comportados. Eles são menos propensos a relatar depressão e ansiedade, e menos propensos a se envolver em comportamento anti-social, como delinquência e uso de drogas. "[102]
- A paternidade autoritária é caracterizada por baixos níveis de cordialidade e receptividade com altos níveis de exigência e controle firme.  Esses pais se concentram na obediência e monitoram seus filhos regularmente.  Em geral, esse estilo de educação está associado a resultados inadequados. Os resultados são mais prejudiciais para meninos de classe média do que para meninas, meninas brancas em idade pré-escolar do que meninas negras na pré-escola e para meninos brancos do que hispânicos.  Além disso, os efeitos negativos da criação autoritária de pais entre os americanos de origem asiática podem ser compensados pelo apoio positivo de seus pares.  Por fim, entre os afro-americanos, alguns elementos da educação autoritária, como controle firme e disciplina física, não servem como fatores preditivos de resultados negativos.
- A paternidade permissiva é caracterizada por altos níveis de responsividade combinados com baixos níveis de exigência.  Esses pais são tolerantes e não requerem necessariamente um comportamento maduro.  Eles permitem um alto grau de autorregulação e normalmente evitam o confronto.  Em comparação com crianças criadas no estilo autoritário, as meninas pré-escolares criadas em famílias permissivas são menos assertivas.  Além disso, crianças em idade pré-escolar de ambos os sexos são menos competentes em termos cognitivos do que as crianças criadas sob estilos parentais autoritários.
- Rejeitar ou negligenciar os pais é a categoria final. Isso é caracterizado por baixos níveis de exigência e capacidade de resposta. Esses pais normalmente não se envolvem com a vida de seus filhos, não têm estrutura em seus estilos de criação e não dão apoio.  As crianças nesta categoria são normalmente as menos competentes de todas as categorias.

### Fatores da mãe e do pai
Os papéis dos pais no desenvolvimento infantil geralmente se concentram no papel da mãe. A literatura recente, entretanto, considera o pai como tendo um papel importante no desenvolvimento infantil. Afirmando um papel para os pais, os estudos mostraram que crianças a partir dos 15 meses se beneficiam significativamente de um envolvimento substancial com o pai.  Em particular, um estudo realizado nos Estados Unidos e na Nova Zelândia descobriu que a presença do pai natural foi o fator mais significativo na redução das taxas de atividade sexual precoce e de gravidez na adolescência em meninas. Além disso, outro argumento é que nem a mãe nem o pai são realmente essenciais para o sucesso dos pais, e que pais solteiros, bem como casais homossexuais, podem apoiar resultados positivos para os filhos. De acordo com esse conjunto de pesquisas, as crianças precisam de pelo menos um adulto consistentemente responsável com quem possam ter uma conexão emocional positiva. Ter mais de um desses números contribui para uma maior probabilidade de resultados positivos para a criança.

### Divórcio
Outro fator parental frequentemente debatido em termos de seus efeitos no desenvolvimento infantil é o divórcio. O divórcio em si não é um fator determinante para os resultados negativos da criança. Na verdade, a maioria das crianças de famílias divorciadas se enquadra na faixa normal nas medidas de funcionamento psicológico e cognitivo. Vários fatores de mediação desempenham um papel na determinação dos efeitos do divórcio sobre uma criança, por exemplo, divorciar famílias com filhos pequenos muitas vezes enfrenta consequências mais severas em termos de mudanças demográficas, sociais e econômicas do que famílias com filhos mais velhos.  A coparentalidade positiva após o divórcio faz parte de um padrão associado ao enfrentamento positivo dos filhos, enquanto os comportamentos parentais hostis levam a um padrão destrutivo, deixando os filhos em risco.  Além disso, a relação direta dos pais com a criança também afeta o desenvolvimento da criança após o divórcio. Em geral, os fatores de proteção que facilitam o desenvolvimento positivo da criança após o divórcio são o calor materno, a relação pai-filho positiva e a cooperação entre os pais. 

## Veja Também
- Homeostase do desenvolvimento